# Шугар Ноч (Пенсилванија)
Шугар Ноч (енгл. Sugar Notch) град је у америчкој савезној држави Пенсилванија.

## Демографија
По попису из 2010. године број становника је 989, што је 34 (-3,3%) становника мање него 2000. године.
| Група             | 2000.         | 2010.       |
| Белци             | 1.015 (99,2%) | 960 (97,1%) |
| Афроамериканци    | 0 (0,0%)      | 3 (0,3%)    |
| Азијати           | 1 (0,1%)      | 1 (0,1%)    |
| Хиспаноамериканци | 3 (0,3%)      | 21 (2,1%)   |
| Укупно            | 1.023         | 989         |